# Hermann Klöffler
Hermann Klöffler (* 30. September 1837 in Marburg; † 18. August 1916 in Kassel) war ein deutscher Verwaltungsjurist in Kurhessen. Er vertrat den preußischen Regierungsbezirk Kassel im Kommunallandtag.

## Leben
Hermann Klöffler wurde als Sohn des Marburger Pfarrers Joseph Klöffler und dessen Gemahlin Dorothea Elisabeth geb. Uhrhahn geboren. Nach dem Abitur studierte er an der Philipps-Universität Marburg Rechtswissenschaft. 1856–1858 war er im Corps Teutonia zu Marburg aktiv. Das Band wurde ihm erst am 14. Juni 1870 verliehen. Nach dem Vorbereitungsdienst trat er als Assessor in die Verwaltung der Fürsten zu Ysenburg-Wächtersbach. 1869 wechselte er zum Landesdirektorium in Kassel. Am Deutsch-Französischen Krieg nahm er im Sanitätsdienst teil. Er war seit 1871 Landesrat und 1875–1895 Zweiter Bürgermeister von Kassel. 1875–1879 hatte er ein Mandat des preußischen Regierungsbezirks Kassel für den Kurhessischen Kommunallandtag. Verheiratet war er seit 1873 mit Emmi geb. Mertz. Aus der Ehe gingen zwei Töchter und ein Sohn hervor.